# Basildon (Berkshire)
Basildon – civil parish w Anglii, w hrabstwie ceremonialnym Berkshire, w dystrykcie (unitary authority) West Berkshire. Leży 13 km na północny zachód od centrum miasta Reading i 70 km na zachód od centrum Londynu. W 2011 roku civil parish liczyła 1747 mieszkańców. Basildon jest wspomniana w Domesday Book (1086) jako Bastedene.